# Желобок (Черниговская область)
Желобок (укр. Жолобок) — село в Прилукском районе Черниговской области Украины. Население — 34 человека. Занимает площадь 0,156 км². Расположено на реке Детюковка у её истоков.
Код КОАТУУ: 7425384003. Почтовый индекс: 17202. Телефонный код: +380 4634.

## Власть
Орган местного самоуправления — Талалаевская поселковая община. Почтовый адрес: 17200, Черниговская обл., Прилукский р-н, пгт Талалаевка, ул. Вокзальная, 3.